# 아이슬란드의 가수 목록
다음은 아이슬란드의 가수 목록이다.

## ㄱ
- 그레타 살로메 스테판스도티르

## ㅂ
- 비요크

## ㅇ
- 아우스게이르 트뢰스티
- 아우스게이르 트뢰스티
- 아우스게이르 트뢰스티
- 에밀리아나 토리니
- 에이소르 잉기 귄라윅손
- 올라퍼 아르날즈
- 요한나 구드룬 욘스도티르
- 욘 소르 비르기손

## ㅎ
- 헤라 비요크